# ストゥヴァー
ストゥヴァー（Stoewer [ˈʃtøːvɐ]）は、かつて存在したドイツの自動車製造業者である。シュテッティンに本社を置いていた。シュテーヴァー、シュテーバー、シュテーヴェルなどとも。

## 概要

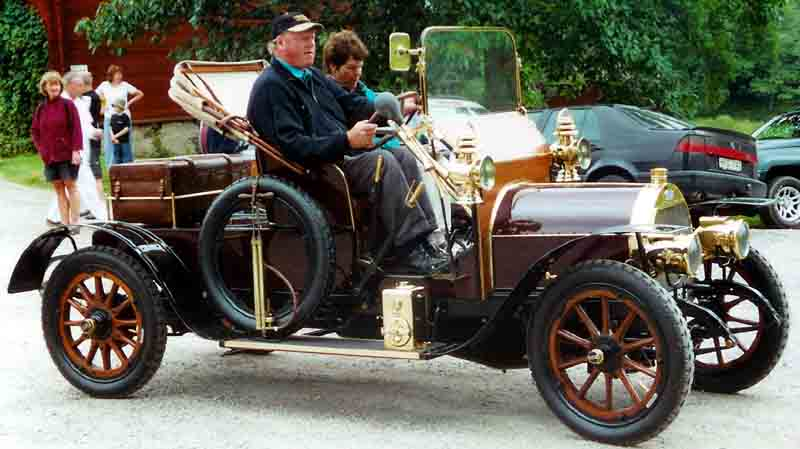
ストゥヴァーLT4（1910年）

エミール（Emil 、1873年 - 1942年）とベルンハルト（Bernhard 、1875年 - 1937年）のストゥヴァー兄弟により1896年にシュテッティンでミシンの製造会社として設立された。1899年に「ストゥヴァー兄弟自動車製造」（Gebrüder Stoewer, Fabrik für Motorfahrzeugen ）を設立し、自動車の製造を始めた。彼らの最初の自動車は出力6.5hp（4.8kW）で最高速度17km/hの「グローサー・モトールヴァーゲン」（Großer Motorwagen 、大型自動車）であった。

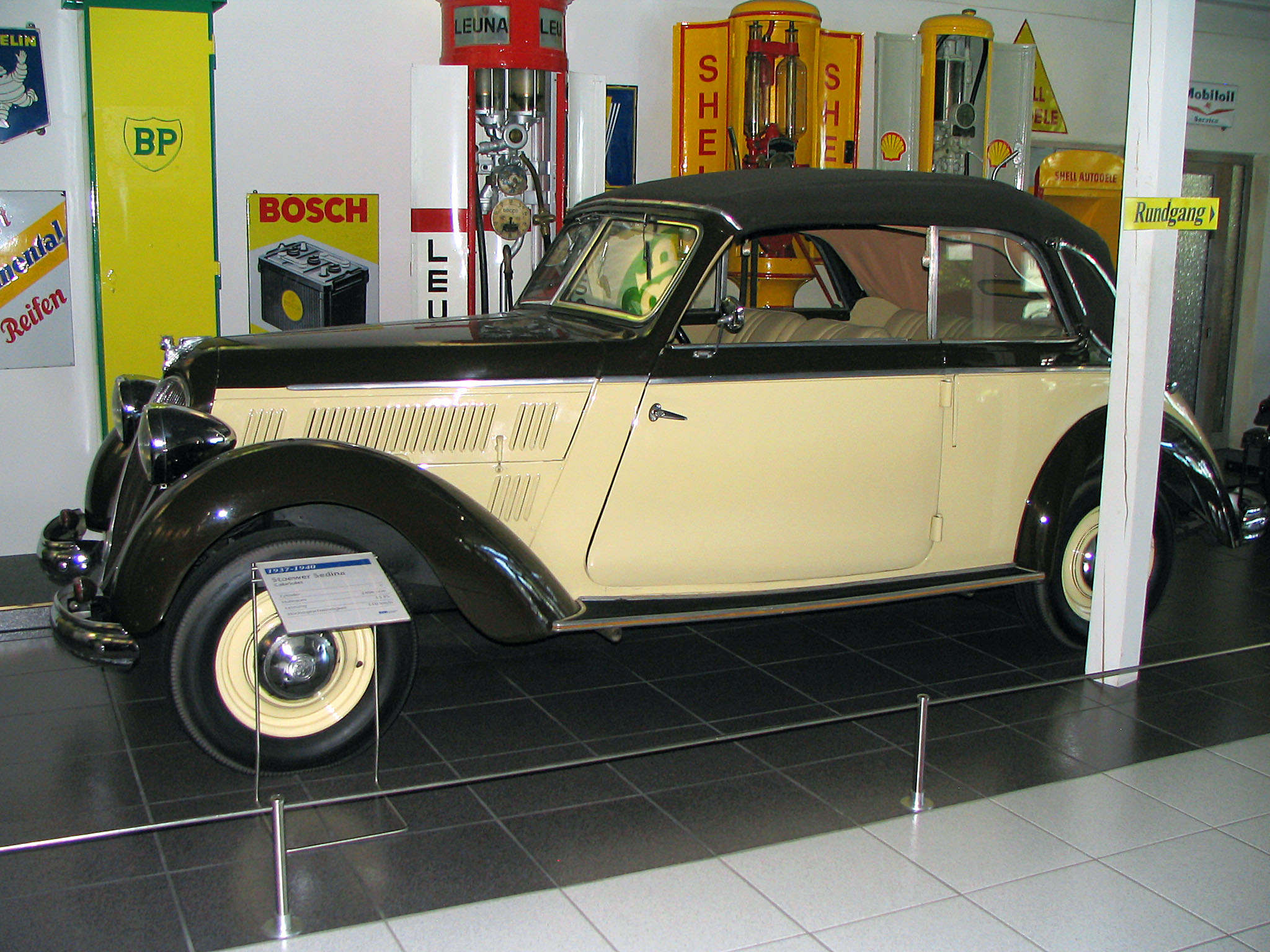
ストゥヴァー・ゼディナ（1937 - 40年）

1908年にストゥヴァーは「ストゥヴァー・G4」を製造し、このモデルは非常に成功を収め1,070台が生産された。1910年にストラスブールのマティス（Mathis）の車をライセンス生産した。
1916年に会社の同族経営の形態を「ストゥヴァー製造株式会社」（Stoewer-Werke AG, vormals Gebrüder Stoewer ）という株式会社に改組した。
1920年代半ばに直列4気筒エンジン搭載の「D3」、「D9」、「D10」や直列6気筒エンジン搭載の「D5」、「D6」、「D12」といった新しいモデルが導入された。
1921年120hpの6気筒航空用エンジンを搭載した「D7」という特殊なモデルは、当時としては最強の出力の車であった。

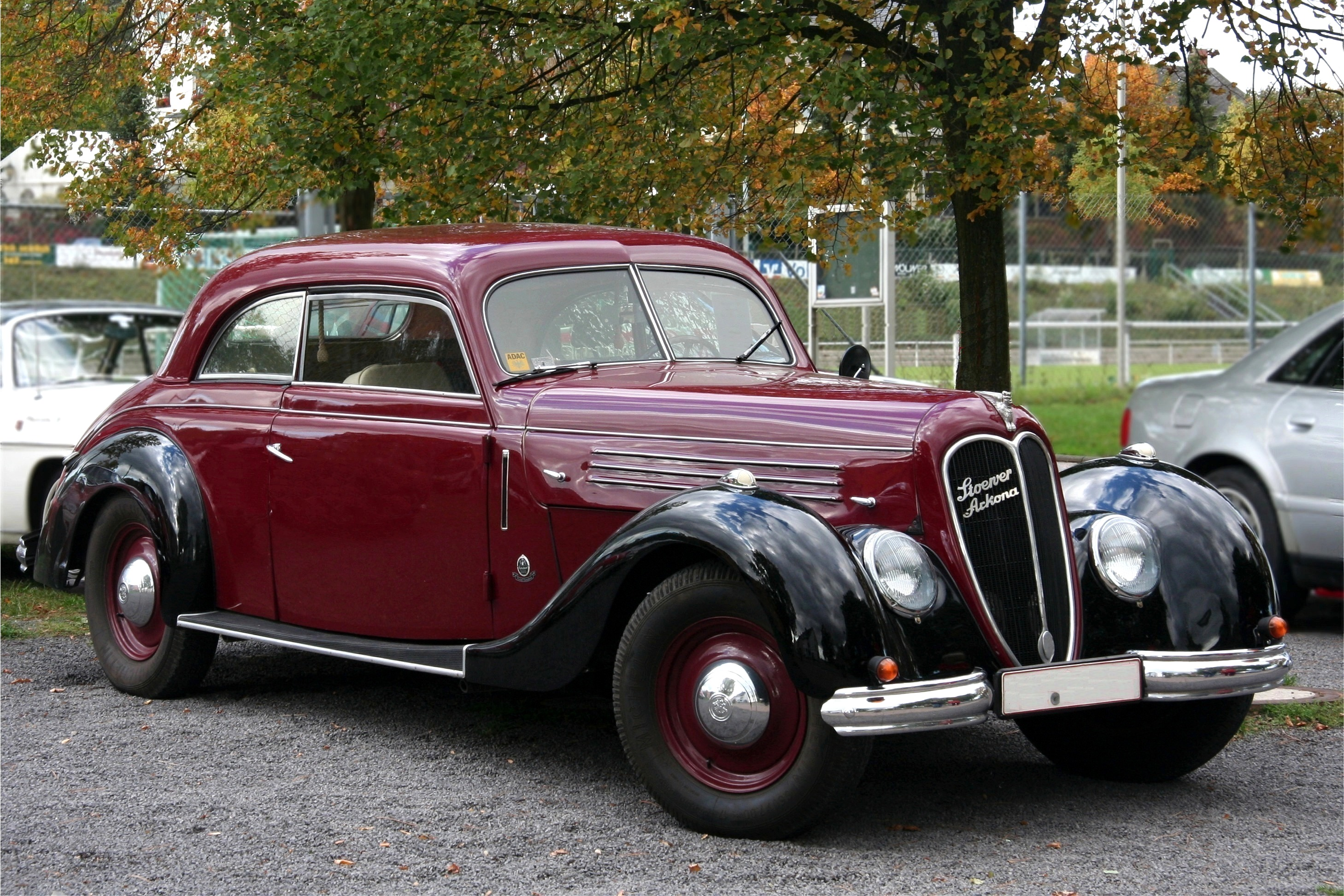
ストゥヴァー・アルコナ（1940年）

1928年にストゥヴァーは「S8」と「G14」という直列8気筒エンジンを搭載したモデルの製造を開始した。
1930年代の初めにストゥヴァーは「G15 ギガント」（Gigant ）、「M12 マーシャル」（Marschall ）、「P20 レプレゼンタント」（Repräsentant ）といった看板モデルを発売した。これらのモデルは60から120hp（45から90kW）の出力の直列8気筒エンジンを搭載し、最高速度は130km/hであった。2,500台が生産された後、世界恐慌の影響でこれらのモデルの生産はキャンセルせざるを得なかった。1931年にストゥヴァーは25hp（19kW）で最高速度80km/hの「V5」という世界でも初めての量産前輪駆動車を製造した。「グライフ ユニオール」（Greif Junior ）というモデルはタトラのライセンス生産モデルであった。この車の前モデルである「V8グライフ」（V8 Greif ）はストゥヴァー自身が製造に関わった最後のモデルであり、「アルコナ」（Arkona ）と「ゼディナ」（Sedina ）はストゥヴァーが生産した最後の民間市場向けの自動車であった。

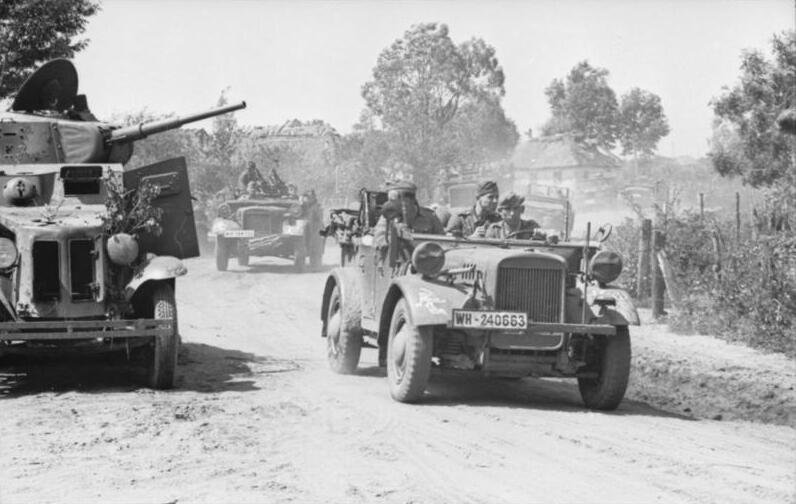
ストゥヴァー製の小型軍用車

第二次世界大戦が始まるとドイツ国防軍向けの「l.E.Pkw」（Leichter Einheits-Personenkraftwagen 、軽統制型乗用車）の生産を開始した。この多用途四輪駆動車の多くは四輪操舵機構を持っていた。ストゥヴァーの生産能力の問題により同じ設計の車両がBMWとハノマーグでも生産され、この3社合計で総計約1万台が製造された。第二次世界大戦後、赤軍が残った製造設備を差し押さえ、分解した後ソビエト連邦へ送った。この有名な工場での自動車生産の日々の最後であった。

## 乗用車
| モデル                                        | 製造期間  | 気筒数        | 排気量   | 出力           | 最高速度        |
| --------------------------------------------- | --------- | ------------- | -------- | -------------- | --------------- |
| 10PS(7kW;10hp)                                | 1901–1902 | 直列2気筒     | 1,527cc  | 18PS（13.2kW） | 50km/h          |
| 8/14PS                                        | 1902–1905 | 直列2気筒     | 1,527cc  | 14PS（10.3kW） | 50km/h          |
| 20PS(15kW;20hp)                               | 1904–1905 | 直列4気筒     | 7,946cc  | 45PS（33kW）   | 85km/h          |
| P4(11/22PS)                                   | 1905–1910 | 直列4気筒     | 3,054cc  | 22PS（16.2kW） | 70km/h          |
| P2(9/12PS)                                    | 1906–1907 | 直列2気筒     | 2,281cc  | 16PS（11.8kW） | 55km/h          |
| P4-1(24/36PS)                                 | 1906–1910 | 直列4気筒     | 5,880cc  | 40PS（29kW）   | 80km/h          |
| P6(34/60PS)                                   | 1906–1911 | 直列6気筒     | 8,820cc  | 60PS（44kW）   | 95km/h          |
| G4(6/12PS)                                    | 1907–1911 | 直列4気筒     | 1,500cc  | 12PS（8.8kW）  | 60km/h          |
| PK4(11/20PS)                                  | 1909–1912 | 直列4気筒     | 2,544cc  | 20PS（14.7kW） | 70km/h          |
| C1(6/18PS)                                    | 1909–1915 | 直列4気筒     | 1,546cc  | 18PS（13.2kW） | 70km/h          |
| B1(6/16PS)                                    | 1910–1912 | 直列4気筒     | 1,556cc  | 16PS（11.8kW） | 65km/h          |
| B6(9/22PS)                                    | 1912–1914 | 直列4気筒     | 4,900cc  | 45PS（33kW）   | 95km/h          |
| C2(10/28PS)                                   | 1913–1914 | 直列4気筒     | 2,412cc  | 28PS（20.6kW） | 75km/h          |
| C5(6/18PS)                                    | 1915–1919 | 直列4気筒     | 1,546cc  | 15PS（11kW）   | 70km/h          |
| D2(6/18PS)                                    | 1919–1920 | 直列4気筒     | 1,593cc  | 18PS（13.2kW） | 70km/h          |
| D6(19/55PS)                                   | 1919–1921 | 直列6気筒     | 4,960cc  | 55PS（40kW）   | 100km/h         |
| D7(42/120PS)                                  | 1919–1921 | 直列6気筒     | 11,160cc | 120PS（88kW）  | 160km/h         |
| D3(8/24PS)                                    | 1920–1923 | 直列4気筒     | 2,120cc  | 24PS（17.6kW） | 70km/h          |
| D5(12/36PS)                                   | 1920–1923 | 直列6気筒     | 3,107cc  | 36PS（26.5kW） | 80km/h          |
| D9(8/32PS)                                    | 1923–1924 | 直列4気筒     | 2,290cc  | 32PS（23.5kW） | 90km/h          |
| D12(12/45PS)                                  | 1923–1924 | 直列6気筒     | 3,107cc  | 45PS（33kW）   | 100km/h         |
| D10(10/50PS)                                  | 1924–1925 | 直列4気筒     | 2,580cc  | 50PS（37kW）   | 120km/h         |
| D9V(9/32PS)                                   | 1925–1927 | 直列4気筒     | 2,290cc  | 32PS（23.5kW） | 90km/h          |
| D12V(13/55PS)                                 | 1925–1928 | 直列6気筒     | 3,386cc  | 55PS（40kW）   | 100km/h         |
| F6(6/30PS)                                    | 1927–1928 | 直列4気筒     | 1,570cc  | 30PS（22kW）   | 70km/h          |
| 8タイプS8(8/45PS)                             | 1928      | 直列8気筒     | 1,999cc  | 45PS（33kW）   | 85km/h          |
| 8タイプG14(14/70PS)                           | 1928      | 直列8気筒     | 3,633cc  | 70PS（51kW）   | 100km/h         |
| 8タイプS10(10/50PS)                           | 1928–1930 | 直列8気筒     | 2,464cc  | 50PS（37kW）   | 90km/h          |
| ギガント（Gigant）G15K(15/80PS)               | 1928–1933 | 直列8気筒     | 3,974cc  | 80PS（59kW）   | 110km/h         |
| ギガントG15 (15/80PS)                         | 1928–1933 | 直列8気筒     | 3,974cc  | 80PS（59kW）   | 100km/h         |
| リプレゼンタント（Repräsentant）P20(20/100PS) | 1930–1933 | 直列8気筒     | 4,906cc  | 100PS（74kW）  | 120km/h         |
| マーシャル（Marschall）M12(12/60PS)           | 1930–1934 | 直列8気筒     | 2,963cc  | 60PS（44kW）   | 90km/h          |
| V5                                            | 1931–1932 | V型4気筒      | 1,168cc  | 25PS（18.4kW） | 80km/h          |
| V5シュポルト（Sport）                         | 1931–1932 | V型4気筒      | 1,168cc  | 30PS（22kW）   | 100km/h         |
| R140                                          | 1932–1933 | 直列4気筒     | 1,355cc  | 30PS（22kW）   | 85–105km/h      |
| R140                                          | 1933–1934 | 直列4気筒     | 1,466cc  | 30PS（22kW）   | 85–105km/h      |
| R150                                          | 1934–1935 | 直列4気筒     | 1,466cc  | 35PS（25.7kW） | 90–110km/h      |
| グライフ（Greif） V8                          | 1934–1937 | V型8気筒      | 2,489cc  | 55PS（40kW）   | 110km/h         |
| R180                                          | 1935      | 直列4気筒     | 1,769cc  | 45PS（33kW）   | 105km/h         |
| グライフ V8 シュポルト                        | 1935–1937 | V型8気筒      | 2,489cc  | 57PS（42kW）   | 120km/h         |
| グライフ ユニオール（Junior）                 | 1936–1939 | 水平対向4気筒 | 1,484cc  | 34PS（25kW）   | 100km/h         |
| ゼディナ（Sedina）                            | 1937–1940 | 直列4気筒     | 2,406cc  | 55PS（40kW）   | 110km/h         |
| アルコナ（Arkona）                            | 1937–1940 | 直列6気筒     | 3,610cc  | 80PS（59kW）   | 120km/h–140km/h |